# Nationalliga B (Eishockey) 2006/07
Die Saison 2006/07 war die 60. reguläre Austragung der Nationalliga B, der zweithöchsten Schweizer Spielklasse im Eishockey.
Die Meisterschaft gewann wie in den zwei Jahren zuvor der EHC Biel, der den Aufstieg in der Liga-Qualifikation verpasste, da er gegen die SCL Tigers mit 1:4 Spielen unterlag. Aufsteiger in die NLB wurden die HC Neuchâtel Young Sprinters, die sich als einzige Teilnehmer des Finals der 1. Liga um den Aufstieg beworben hatten.

## Teilnehmer
In der Saison 2006/07 spielten folgende Mannschaften:
- HC Ajoie
- EHC Biel
- HC La Chaux-de-Fonds
- EHC Chur
- SC Langenthal
- HC Lausanne
- GCK Lions
- HC Martigny
- EHC Olten
- HC Sierre
- HC Thurgau
- EHC Visp
- Schweiz U20 (außer Konkurrenz)

## Modus

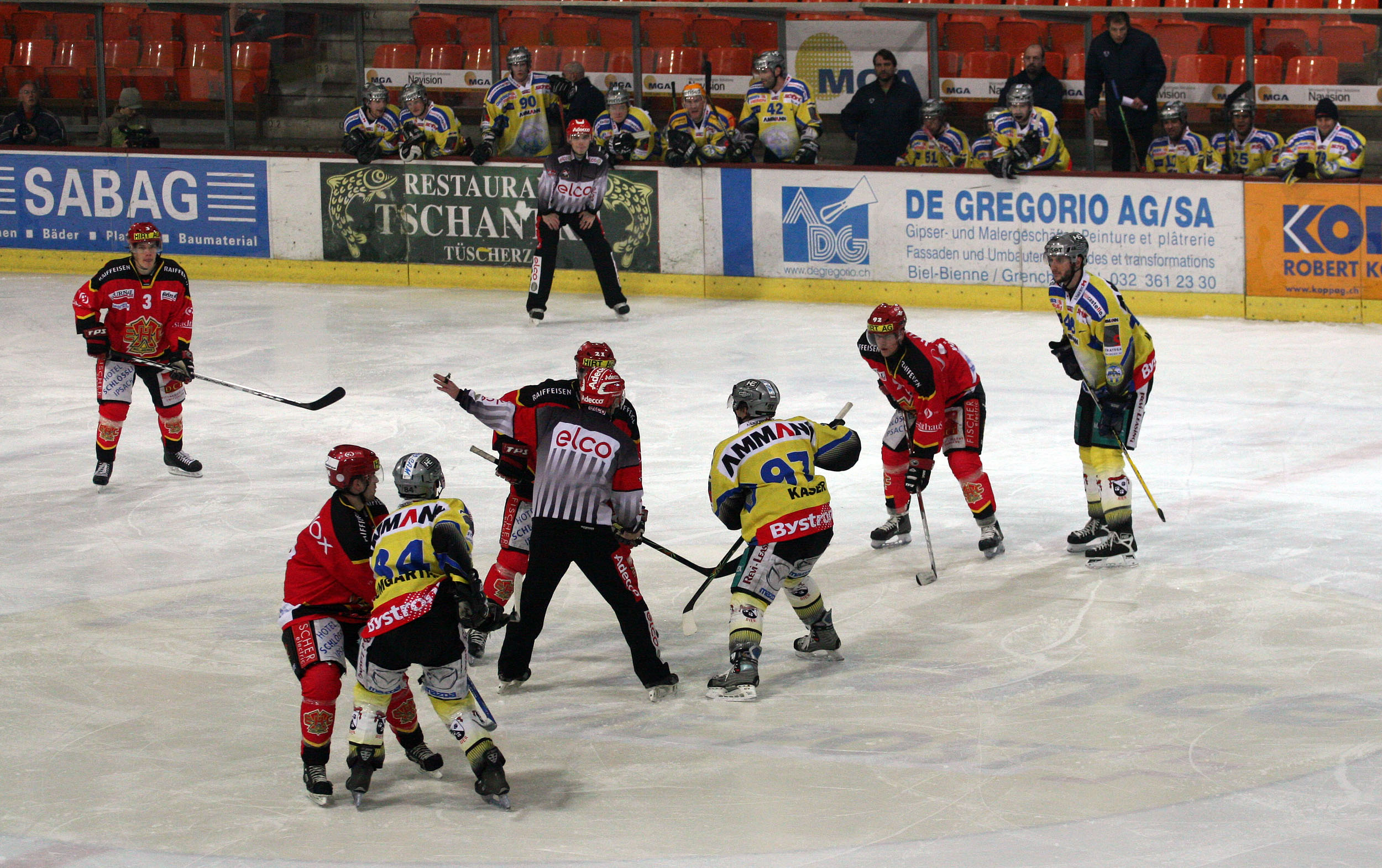
Bully EHC Biel gegen SC Langenthal, 28. Januar 2007

Gespielt wurden von den 13 Teams zwei Doppelrunden zu je 22 Spielen sowie ein Spiel gegen die Schweizer U20-Nationalmannschaft. Danach ermittelten die besten acht Mannschaften den Schweizer B-Meister im Play-off-Stil, wobei die ersten vier Teams der Tabelle sich einen Viertelfinalgegner aussuchen konnten. Viertelfinals, Halbfinals und der Final wurden jeweils nach dem Modus Best-of-Seven gespielt.
Der Gewinner des Finals spielte gegen den Verlierer der NLA-Play-outs eine Relegation im Modus Best-of-Seven aus.

## Vorrunde

### Tabelle
| Platz | Verein               | Spiele | S  | S2 | N1 | N  | Torv.   | Pkt. |
| ----- | -------------------- | ------ | -- | -- | -- | -- | ------- | ---- |
| 1.    | SC Langenthal        | 45     | 27 | 4  | 4  | 10 | 170:121 | 93   |
| 2.    | EHC Biel             | 45     | 25 | 6  | 5  | 9  | 198:151 | 92   |
| 3.    | EHC Visp             | 45     | 25 | 5  | 5  | 10 | 200:140 | 90   |
| 4.    | HC La Chaux-de-Fonds | 45     | 23 | 4  | 2  | 16 | 184:175 | 79   |
| 5.    | HC Ajoie             | 45     | 21 | 4  | 5  | 15 | 181:144 | 76   |
| 6.    | HC Sierre            | 45     | 22 | 3  | 3  | 17 | 194:169 | 75   |
| 7.    | GCK Lions            | 45     | 19 | 3  | 6  | 17 | 169:156 | 69   |
| 8.    | HC Lausanne          | 45     | 20 | 3  | 1  | 21 | 186:159 | 67   |
| 9.    | EHC Olten            | 45     | 17 | 1  | 4  | 23 | 146:186 | 57   |
| 10.   | HC Martigny          | 45     | 11 | 4  | 2  | 28 | 145:227 | 43   |
| 11.   | HC Thurgau           | 45     | 11 | 2  | 4  | 28 | 167:216 | 41   |
| 12.   | EHC Chur             | 45     | 8  | 4  | 3  | 30 | 126:210 | 35   |
| -     | Schweiz U20          | 12     | 2  | 2  | 1  | 7  | 38:50   | 11   |

### Ranglisten
| Top-Scorer                     | Top-Scorer | Top-Scorer | Top-Scorer | Top-Scorer |
| Spieler                        | Spiele     | Tore       | Assists    | Punkte     |
| ------------------------------ | ---------- | ---------- | ---------- | ---------- |
| Derek Cormier (HC Sierre)      | 45         | 38         | 60         | 98         |
| Patrice Lefebvre (HC Lausanne) | 45         | 19         | 79         | 98         |
| James Desmarais (HC Ajoie)     | 44         | 40         | 52         | 92         |
| Jonathan Roy (HC La Chaux)     | 45         | 33         | 53         | 86         |
| Stéphane Roy (HC Ajoie)        | 45         | 29         | 52         | 81         |
| Top-Torschütze                 |            |            |            |            |
| Jesse Bélanger (HC Lausanne)   | 41         | 48         | 32         | 80         |
| Alexandre Tremblay (EHC Biel)  | 45         | 43         | 33         | 76         |
| James Desmarais (HC Ajoie)     | 44         | 40         | 52         | 92         |
| Derek Cormier (HC Sierre)      | 45         | 38         | 60         | 98         |
| Top-Vorlagengeber              |            |            |            |            |
| Patrice Lefebvre (HC Lausanne) | 45         | 19         | 79         | 98         |
| Derek Cormier (HC Sierre)      | 45         | 38         | 60         | 98         |
| Jonathan Roy (HC La Chaux)     | 45         | 33         | 53         | 86         |
| Terry Yake (EHC Visp)          | 45         | 26         | 53         | 79         |

| Top-Verteidiger                  | Top-Verteidiger | Top-Verteidiger | Top-Verteidiger | Top-Verteidiger |
| Spieler                          | Spiele          | Tore            | Assists         | Punkte          |
| -------------------------------- | --------------- | --------------- | --------------- | --------------- |
| Walerij Schyrjajew (HC La Chaux) | 43              | 17              | 52              | 69              |
| Pascal Stoller (SC Langenthal)   | 40              | 16              | 26              | 42              |
| Jörg Reber (EHC Biel)            | 45              | 11              | 31              | 42              |
| Karl Knopf (HC Sierre)           | 43              | 10              | 27              | 37              |
| Philippe Faust (HC Sierre)       | 43              | 9               | 24              | 33              |

| Top-Torhüter                                                                          | Top-Torhüter | Top-Torhüter | Top-Torhüter | Top-Torhüter | Top-Torhüter | Top-Torhüter | Top-Torhüter |
| Spieler                                                                               | Einsätze     | GT           | GTS          | SO           |              |              |              |
| ------------------------------------------------------------------------------------- | ------------ | ------------ | ------------ | ------------ | ------------ | ------------ | ------------ |
| Marc Eichmann (SC Langenthal)                                                         | 43           | 28           | 2            | 1            |              |              |              |
| Olivier Gigon (HC Ajoie)                                                              | 43           | 46           | 2.8          | 1            |              |              |              |
| Pascal Caminada (EHC Biel)                                                            | 45           | 30           | 3            | 1            |              |              |              |
| Marc Zimmermann (EHC Visp)                                                            | 45           | 38           | 3.1          | 0            |              |              |              |
| Raffael Walter (EHC Visp)                                                             | 49           | 22           | 3.3          | 0            |              |              |              |
| Martin Zerzuben (HC Sierre)                                                           | 45           | 60           | 3.5          | 1            |              |              |              |
| GT = Gegentore; GTS = Gegentorschnitt; SO = Shutout Torhüterstatistiken unvollständig |              |              |              |              |              |              |              |

## Play-offs
Für den Viertelfinal durften die vier bestklassierten Clubs erstmals in der Geschichte der NLB der Reihe nach einen Gegner aus den Plätzen 5–8 der Tabelle wählen. Ab dem 9. Februar 2007 kämpften folgende Mannschaften im Modus Best of Seven um den Einzug in den Halbfinal.

### Viertelfinal

#### SC Langenthal – GCK Lions 2:4
(3:7; 1:4; 2:4; 4:3 n. V.; 3:1; 2:3)
Ein klassischer Fehlstart für den SC Langenthal gegen die Junglöwen, die in den beiden ersten Begegnungen spritziger und mit viel Spielfreude agierten. Matchwinner der ersten Begegnung war Mike Richard mit zwei Unterzahl-Toren (Shorthander) und Claudio Cadonau mit ebenfalls zwei Toren. Beim SCL wurde aufgrund des schlechten Starts Trainer Mike Posma entlassen, und durch Gary Prior, der zuletzt den EHC München trainierte, ersetzt. Doch auch das erste Spiel unter dem neuen Trainer verlor man, so dass der SCL vor der vierten Partie schon mit dem Rücken zur Wand steht. Die beiden folgenden Partien konnte der SCL gewinnen, zunächst knapp in der Verlängerung des vierten Spiels und mit drei Powerplay-Toren im ersten Drittel des fünften Spiels. Im sechsten Spiel der Serie konnte der GCK den SCL knapp besiegen – damit steht der GCK im Halbfinal. Beim SC Langenthal trat daraufhin Gary Prior zurück.

#### EHC Biel – HC Ajoie 4:2
(5:4; 3:2 n. V.; 4:6; 2:4; 9:3; 4:3 n. P.)
Zwei Siege zu Beginn der Playoffs für Biel, allerdings nach hartem Kampf. Im ersten Spiel stach Alexandre Tremblay mit drei Toren für den EHC heraus. Im dritten Spiel konnte Ajoie einen 4:2-Rückstand im letzten Drittel noch durch vier Tore in einen Sieg ummünzen, dabei zeigte James Desmarais mit drei Toren und zwei Assists eine Bestleistung. Auch im vierten Spiel zeigte Desmarais seine Klasse mit zwei Toren und einem Assist – Ajoie gewann 4:2. Im fünften Spiel zeigte jedoch der EHC Biel seine Klasse und besiegte u. a. dank eines Hattricks von Marco Truttmann den HC mit 9:3. Das sechste Spiel musste im Penaltyschießen  entschieden werden, da Ajoie im dritten Drittel einen  1:3-Rückstand aufholte und in der Verlängerung keine Tore erzielt wurden.

#### EHC Visp – HC Sierre 4:1
(4:5; 4:3; 5:0; 7:1; 6:5)
Lee Jinman und Derek Cormier sicherten den Auswärtssieg des HC Sierre im ersten Viertelfinal mit jeweils zwei Toren. Das dritte und vierte Spiel gewann Visp souverän mit 5:0 bzw. 7:1. In Spiel fünf kam der HC Sierre nach einem 5:1-Rückstand im letzten Drittel nochmal auf 5:5 heran (darunter zwei Tore von Lee Jinman), kassierte aber in der 57. Spielminute das entscheidende sechste Tor durch Marco Schüpbach.

#### HC La Chaux-de-Fonds – HC Lausanne 2:4
(4:2; 4:2; 3:4 n. V.; 3:4; 2:3 n. V.; 2:3)
Nach zwei Siegen des Favoriten Chaux-de-Fonds konnte im dritten Spiel der HC Lausanne nach Verlängerung auswärts gewinnen, dabei konnte sich Julien Staudenmann mit zwei Toren in Szene setzen. Spiel vier und fünf konnte jeweils Lausanne für sich entscheiden, Matchwinner waren dabei Jesse Bélanger bzw. Jean-Jacques Aeschlimann. Im sechsten Spiel der Serie konnte der HC Lausanne durch eine geschlossene Mannschaftsleistung gewinnen und zieht damit als Achter der Vorrunde in den Halbfinal ein.

### Halbfinal
Im Halbfinal 2006/07 treffen der Zweite auf den Achten der Vorrunde und der Dritte auf den Siebten.

#### EHC Biel – HC Lausanne 4:1
(2:1; 4:3 n. V.; 6:4; 4:5; 7:3)
In einem knappen ersten Spiel kann sich der EHC Biel gegen Lausanne durchsetzen. Die Verlängerung des zweiten Spiels sichert den Gewinn für den EHCB, als Alexandre Tremblay nach 2:39 gespielten Minuten das spielentscheidende Tor erzielt. In einer torreichen dritten Partie behalten letztendlich die Bieler u. a. durch jeweils zwei Tore von Mauro Beccarelli und Alain Miéville die Oberhand über den LHC. Der zweite Block des Lausanne HC mit Roman Botta, Jean-Jacques Aeschlimann und Florian Conz bestimmte das Spielgeschehen der vierten Partie maßgeblich – das spielentscheidende 5:4 erzielte Florian Conz 11 Minuten for Spielende. Auf Seiten des EHCB stach wieder Alexandre Tremblay mit zwei Toren heraus. Das fünfte Spiel der Serie brachte die Entscheidung zugunsten des EHC Biel: jeweils zwei Tore von Cyrill Pasche und Mathieu Tschantré und eine geschlossene Mannschaftsleistung brachte den EHCB auf die Siegerstraße, während damit für den LHC die Saison beendet ist.

#### EHC Visp – GCK Lions 4:1
(3:1; 4:3 n. V.; 3:0; 4:1; 4:3 n. V.)
In der ersten Partie der Serie gewinnt der der EHC in einem mittelmäßigen Spiel mit 3:1. Die GCK Lions verlieren auch den zweiten Halbfinal, allerdings vergaben die Zürcher den möglichen Sieg im letzten Drittel nach einer 3:1-Führung aufgrund zu vieler Strafen. Der Ausgleich fiel bei doppelter Überzahl für Visp elf Minuten vor Schluss. Der Siegtreffer in der Verlängerung entstand aus einem Fehlpass eines GCK Lions Spielers, das Luca Triulzi ausnützen konnte. Pro Drittel ein Tor des EHC Visp und ein überragender Junioren-Nationaltorhüter Raffael Walter mit seinem zweiten Shutout der Playoffs ließen den GCK Lions keine Chance, die Serie in Spiel drei noch einmal spannend zu machen. Was in Spiel Nummer drei nicht gelang, folgte in der vierten Partie: zwei Tore von Marco Gruber und ein sicherer Leonardo Genoni im Tor der Lions brachten den ersten Sieg im Halbfinal. Doch in Spiel Nummer fünf führten die Lions in Visp bis 94 Sekunden vor Schluss mit 3:2, mussten dann aber den Ausgleich hinnehmen und verloren die Partie schließlich nach 62:50 Minuten durch einen Treffer von Terry Yake in der Verlängerung. Damit gewinnt Visp die Serie mit 4:1 Siegen und trifft im Final um den NLB-Meister auf den EHC Biel.

### Final
Im Final der Saison 2006/07 treffen der Vorjahresmeister EHC Biel und der Dritte der Vorrunde, der EHC Visp, aufeinander – wer zuerst vier Siege erreicht, wird Meister der NLB und geht in die Relegationsspiele gegen den Verlierer der NLA-Playouts. Die Bieler verstärkten sich für den Final und die Relegation mit Marek Pinc, Jiří Šlégr, Serge Aubin, Nick Naumenko, Kirby Law und Eero Somervuori. Im Gegenzug verpflichtete der EHC Visp das Duo Lee Jinman und Derek Cormier vom Ligarivalen Sierre und den Finnen Ari Vallin von den Frölunda Indians.

#### EHC Biel – EHC Visp 4:2
(8:3; 3:6; 5:2; 5:6 n. V., 6:3, 3:2 n. V.)
In einer torreichen ersten Finalpartie gewann die Bieler Mannschaft aufgrund einer brillanten Offensivleistung, der die Visper nicht genug entgegensetzen konnten. Herausragende Spieler auf Bieler Seite waren Kirby Law und Alexandre Tremblay mit jeweils zwei Toren, auf Visper Seite glänzte Anthony Iob ebenfalls mit zwei Treffern. Das zweite Spiel konnte der EHC Visp durch ein effizientes Powerplay-Spiel und eine geschlossene Mannschaftsleistung gewinnen. Dabei glänzten Kevin Lötscher für Visp und Kirby Law für Biel mit jeweils zwei Toren. In der dritten Partie zeigten wiederum die ausländischen Spieler des EHC Biel ihr Können, allen voran Serge Aubin und Jiří Šlégr, und besiegten die Visper mit 5:2. Das vierte Spiel war geprägt von vielen Fehlern beiderseits – in einer intensiv geführten Partie gewann der EHC Visp in der Verlängerung durch ein Tor von Thomas Rüfenacht zum Endresultat von 6:5. Auf Bieler Seite erzielte Kirby Law einen Hattrick.
Der EHC Biel bezwang im fünften Finalspiel im heimischen Eisstadion vor 4586 Zuschauern den EHC Visp klar mit 6:3. Ausschlaggebend für den Bieler Sieg waren erneut die Neueinkäufe für den Playoff-Final: Serge Aubin (zwei Tore) und Kirby Law wirbelten die Visper Abwehrreihen durcheinander und sorgten im zweiten Drittel für eine 4:1-Führung. Die sechste Partie wurde erst in der Verlängerung zugunsten der Bieler entschieden, zunächst war aber Visp durch Lee Jinman und Silvan Lüssy mit 2:1 in Führung gegangen. Im zweiten Drittel glich Serge Aubin aus (auf Assist von Kirby Law), bevor in der 13. Minute der Verlängerung Alexandre Tremblay für die Entscheidung sorgte. Damit verteidigt der EHC Biel seinen NLB-Meistertitel und steht in der Relegation um den Aufstieg  in die NLA gegen den SC Langnau.

### Ranglisten
| Top-Scorer                    | Top-Scorer | Top-Scorer | Top-Scorer | Top-Scorer |
| Spieler                       | Spiele     | Tore       | Assists    | Punkte     |
| ----------------------------- | ---------- | ---------- | ---------- | ---------- |
| Alexandre Tremblay (EHC Biel) | 15         | 15         | 13         | 28         |
| Terry Yake (EHC Visp)         | 16         | 9          | 13         | 22         |
| Alain Miéville (EHC Biel)     | 17         | 8          | 9          | 17         |
| Serge Aubin (EHC Biel)        | 6          | 5          | 11         | 16         |
| Kirby Law (EHC Biel)          | 6          | 8          | 6          | 14         |
| Derek Cormier (HC Sierre)     | 11         | 4          | 10         | 14         |
| Top-Torschütze                |            |            |            |            |
| Alexandre Tremblay (EHC Biel) | 15         | 15         | 13         | 28         |
| Terry Yake (EHC Visp)         | 16         | 9          | 13         | 22         |
| Kevin Lötscher (EHC Visp)     | 16         | 9          | 4          | 13         |
| Top-Vorlagengeber             |            |            |            |            |
| Alexandre Tremblay (EHC Biel) | 15         | 15         | 13         | 28         |
| Terry Yake (EHC Visp)         | 16         | 9          | 13         | 22         |
| Jörg Reber (EHC Biel)         | 17         | 1          | 12         | 13         |

| Top-Verteidiger                  | Top-Verteidiger | Top-Verteidiger | Top-Verteidiger | Top-Verteidiger |
| Spieler                          | Spiele          | Tore            | Assists         | Punkte          |
| -------------------------------- | --------------- | --------------- | --------------- | --------------- |
| Jörg Reber (EHC Biel)            | 17              | 1               | 12              | 13              |
| Serge Meyer (EHC Biel)           | 17              | 2               | 9               | 11              |
| Joël Fröhlicher (EHC Biel)       | 17              | 1               | 8               | 9               |
| Walerij Schyrjajew (HC La-Chaux) | 6               | 2               | 6               | 8               |
| Pascal Stoller (SC Langenthal)   | 6               | 2               | 6               | 8               |

| Top-Torhüter                                        | Top-Torhüter | Top-Torhüter | Top-Torhüter | Top-Torhüter | Top-Torhüter | Top-Torhüter | Top-Torhüter |
| Spieler                                             | Einsätze     | Min          | GT           | GTS          | SO           |              |              |
| --------------------------------------------------- | ------------ | ------------ | ------------ | ------------ | ------------ | ------------ | ------------ |
| Leonardo Genoni (GCZ Lions)                         | 11           | 692          | 30           | 2.6          | 0            |              |              |
| Sebastien Kohler (HC La-Chaux)                      | 6            | 366          | 18           | 3            | 0            |              |              |
| Thomas Berger (HC Lausanne)                         | 7            | 389          | 20           | 3.1          | 0            |              |              |
| Pascal Caminada (EHC Biel)                          | 11           | 688          | 37           | 3.2          | 0            |              |              |
| Raffael Walter (EHC Visp)                           | 16           | 1024         | 55           | 3.2          | 2            |              |              |
| Marek Pinc (EHC Biel)                               | 6            | 388          | 21           | 3.2          | 0            |              |              |
| Marc Eichmann (SC Langenthal)                       | 6            | 375          | 21           | 3.4          | 0            |              |              |
| Olivier Gigon (HC Ajoie)                            | 6            | 330          | 20           | 3.6          | 0            |              |              |
| GT = Gegentore; GTS = Gegentorschnitt; SO = Shutout |              |              |              |              |              |              |              |

## Play-outs
In der Saison 2006/2007 werden keine Play-outs gespielt, da die Liga aufgestockt werden soll. Damit ist die Saison für die letzten vier Mannschaften beendet, es gibt keinen Absteiger. Aus der 1. Liga können sich Vereine für den Aufstieg bewerben. Als einziges Team 2006/2007 machten die Young-Sprinters Hockey Club aus Neuchâtel von dem Bewerbungsgesuch brauch. Die Anforderung für die Young-Sprinters war, im 1. Liga-Playoff den Final zu erreichen, was auch gelang. Damit stieg der Club in die Nationalliga B auf.

## Liga-Qualifikation
Der Gewinner der NLB-Play-offs, der EHC Biel, spielt gegen den Verlierer der NLA-Playouts, die SCL Tigers, Relegationsspiele um den Aufstieg in die NLA im Modus Best of Seven.

### EHC Biel – SCL Tigers 1:4
(1:4 ; 2:5 ; 5:2 ; 1:6 ; 3:5)
Die SCL Tigers konnten die Serie mit 4:1 für sich entscheiden und verbleiben damit in der NLA. Biel misslingt zum 3. Mal in Folge die Qualifikation für die Nationalliga A.